# T Tower
T Tower es una torre de oficinas ubicada en Lima, Perú. Fue inaugurada en 2018, tiene una altura de 101 metros correspondiente a la línea de fachada y cuenta con 24 pisos y azotea semitechada. Se ubica frente a la avenida Javier Prado en el corazón corporativo de San Isidro.

## Detalles de la obra
El proyecto cuenta con disipadores viscosos y MRD. Los cuales disipan la energía del edificio mediante un fluido viscoso que fluye de una cámara a la otra, reduciendo de esa manera el movimiento. Los disipadores Magneto - Reológicos (MRD) disipan energía de manera controlada mediante un fluido que permite cambiar el nivel de amortiguamiento durante un evento sísmico para aumentar el desempeño del sistema de energía disipada.